# Loke (artist)
Loke Daniel Anders Mickel Nyberg, född 6 februari 1977, är en svensk vissångare. Han skriver sina egna sånger som ofta handlar om icke-normativitet, stora känslor och psykiska ohälsa. Loke bor i Göteborg men kommer ursprungligen från Dalarna. Han har uppträtt i samtliga svenska landskap samt i Norge och Finland vid allt från till privata sammankomster till respekterade festivaler. 
Loke spelade varje år varje dag under medeltidsveckan på Gotland men hade avskedskonsert 2022 och har nu lämnat medeltiden bakom sig.   
Loke Nyberg spelar även fiol i bandet Räfven, och gitarr i bandet Jordbrand.

## Priser och utmärkelser
- 2002 – Ted Gärdestadstipendiet
- 2003 - Svenska Visakademiens Stipendium

## Diskografi
- 2002 – Kärlekskalas
- 2003 – Vackra människor
- 2004 – Vargaflicka (under pseudonymen Måns Klang)
- 2005 – Måns Klang i Dimbros Fäste (under pseudonymen Måns Klang)
- 2006 – Undergroundvisans härförare (singel)
- 2007 – Sällskapets skald 2007
- 2007 – Underjorden
- 2009 – Loke på Rosornas ö (under pseudonymen Måns Klang)
- 2010 – Hyllning/avsked till gycklargruppen Jauvet
- 2011 – 11/11
- 2015 – Sandmannens Sånger